# ラファエレ・ガロファロ
ラファエレ・ガロファロ（Raffaele Garofalo、1852年 – 1934年）は、イタリアの刑法学者、犯罪学者、裁判官。

## 思想
イタリア実証学派の学者。チェーザレ・ロンブローゾの門下で、裁判官の実務経験も有していた。1885年に『犯罪学』を著した。
犯罪学
愛他的情操の欠如した「自然犯(delitto naturale)」の概念を掲げ、自然犯は他を愛する気持ちを欠くがゆえに、抵抗なく犯罪を実行するものとされた。このような愛他的情操の欠如は遺伝による器官的な異常によるとされた。
犯罪対策
社会進化論に影響を受け、犯罪者を社会的に淘汰しようとする発想から犯罪者を分類し、それぞれに応じた対策を掲げた。
| 犯罪者類型 | 犯罪者の状態         | 対策                         |
| ---------- | -------------------- | ---------------------------- |
| 殺人者     | 愛他的情操を最も欠く | 社会に適応できない者は死刑   |
| 暴力犯罪者 | 憐みを欠く           | 原則無期の流刑、青少年は労働 |
| 窃盗犯罪者 | 誠実さを欠く         | 同上                         |
| 性犯罪者   | 多くの場合憐みを欠く | 不定期の流刑                 |
| その他     | 愛他的情操を欠く     | 欠如の程度が低ければ損害賠償 |

ガロファロの考え方は、愛他的情操という犯罪者の心理的側面に注目した点で、犯罪心理学の先駆けと言える。一方で、愛他的情操の欠如を遺伝的要素に関連付けている点で、ロンブローゾやフェリ同様、犯罪人類学の枠を出るものではなかった。

## 主な著書
- 『犯罪学』1885年